# Facundo Garcés
Facundo Tomás Garcés (Santa Fe, Argentina, 5 de septiembre de 1999) es un futbolista malasio de origen argentino que juega como defensor en el Deportivo Alavés de la Primera División de España. Es internacional con la selección de Malasia desde 2025.

## Trayectoria
Garcés se incorporó al Club Atlético Colón procedente del Club El Quillá en 2017 a nivel juvenil. Jugó su primer partido profesional aunque como suplente en mayo de 2017 contra Atlético Tucumán de la Primera División Argentina, aunque el central no entró. Lo mismo paso un mes después contra San Lorenzo de Almagro.
Garcés terminó volviendo a la reserva debido a que no tenía un lugar en primera. No fue hasta abril de 2019 donde el central volvería a figurar en el plantel del primer equipo. Aunque aun así, no jugó ni contra Gimnasia y Esgrima de la Plata ni contra River Plate. Tampoco participó en la Copa Sudamericana de ese año.
Volvió a ser suplente otras siete veces más, antes de hacer su debut el 4 de diciembre de 2020 en la victoria frente a Central Córdoba de Santiago del Estero.
A comienzos de la temporada 2024, el jugador entra en conflicto con Colón de Santa Fé y firma un precontrato con el Deportivo Alavés de España. El club argentino tomo la decisión que Garcés se entrene apartado del plantel profesional hasta que se resuelva la situación o quede en libertad de acción a fines de diciembre de 2024. 
En enero de 2025, Garcés se incorpora oficialmente a los entrenamientos del Deportivo Alavés, después de una polémica salida de Colón de Santa Fé.

## Estadísticas
Actualizado al 25 de noviembre de 2023.
| Club            | Temporada | Div.  | Ligas | Ligas | Copas Nacionales | Copas Nacionales | Copas Internacionales | Copas Internacionales | Copas Regionales | Copas Regionales | Total | Total |
| Club            | Temporada | Div.  | PJ    | G     | PJ               | G                | PJ                    | G                     | PJ               | G                | PJ    | G     |
| --------------- | --------- | ----- | ----- | ----- | ---------------- | ---------------- | --------------------- | --------------------- | ---------------- | ---------------- | ----- | ----- |
| Colón Argentina | 2016-17   | 1.ª   | 0     | 0     | -                | -                | -                     | -                     | -                | -                | 0     | 0     |
| Colón Argentina | 2017-18   | 1.ª   | 0     | 0     | -                | -                | -                     | -                     | 1                | 0                | 1     | 0     |
| Colón Argentina | 2018-19   | 1.ª   | 0     | 0     | -                | -                | -                     | -                     | -                | -                | 0     | 0     |
| Colón Argentina | 2019-20   | 1.ª   | 0     | 0     | -                | -                | -                     | -                     | 4                | 0                | 4     | 0     |
| Colón Argentina | 2020      | 1.ª   | -     | -     | 4                | 0                | -                     | -                     | -                | -                | 4     | 0     |
| Colón Argentina | 2021      | 1.ª   | 22    | 0     | 16               | 0                | -                     | -                     | -                | -                | 38    | 0     |
| Colón Argentina | 2022      | 1.ª   | 22    | 1     | 13               | 1                | 8                     | 0                     | -                | -                | 43    | 2     |
| Colón Argentina | 2023      | 1.ª   | 26    | 1     | 17               | 0                | -                     | -                     | -                | -                | 42    | 1     |
| Colón Argentina | Total     | Total | 70    | 2     | 50               | 1                | 8                     | 0                     | 5                | 0                | 133   | 3     |

## Palmarés
| Título          | Club  | País      | Año  |
| --------------- | ----- | --------- | ---- |
| Copa de la Liga | Colón | Argentina | 2021 |